# روبرتو کابانیاس
روبرتو کابانیاس (به اسپانیایی: Roberto Cabañas‎؛ ۱۱ آوریل ۱۹۶۱ – ۹ ژانویهٔ ۲۰۱۷) یک بازیکن فوتبال اهل پاراگوئه بود.

## سوابق باشگاهی
از جمله باشگاه‌هایی که وی در آن‌ها بازی کرده‌است، می‌توان به بوکا جونیورز، لیون و باشگاه فوتبال لیبرتاد اشاره کرد.
وی همچنین در تیم ملی فوتبال پاراگوئه بازی کرده‌است.

## درگذشت
کابانیاس در ۹ ژانویهٔ ۲۰۱۷، در سن ۵۵ سالگی بر اثر ایست قلبی در آسونسیون، پاراگوئه درگذشت.